# 恩吉格米
恩吉格米（法語：N’Guigmi）是尼日爾東南部的城市，由迪法大區負責管轄，毗鄰乍得湖，海拔高度297米，是鄰近城市的鹽貿易中心，該市人煙稀少，2001年人口15,922。